# Liuban
Liuban (bielorruso y ruso: Лю́бань) es una ciudad subdistrital de Bielorrusia, capital del distrito homónimo en la provincia de Minsk.
En 2023, la ciudad tenía una población de 11 360 habitantes.
Se ubica unos 25 km al este de Salihorsk, sobre la carretera P55 que lleva a Babruisk.

## Historia
Se conoce la existencia de la localidad en documentos desde el siglo XVI, cuando era un miestelis del Gran Ducado de Lituania, vinculado a la familia noble Olelkovych. En 1589 pasó a pertenecer a los Tyszkiewicz y en  1617 a los Radziwiłł. En la partición de 1793 pasó a formar parte del Imperio ruso, que lo integró en la gobernación de Minsk. En 1794 tuvo lugar aquí una de las principales batallas de la insurrección de Kościuszko. En 1918 se integró en la República Popular Bielorrusa; la posterior RSS de Bielorrusia le dio el estatus de capital distrital en 1924, el de asentamiento de tipo urbano en 1938 y el de ciudad subdistrital en 1968.